# Lars Hirschfeld

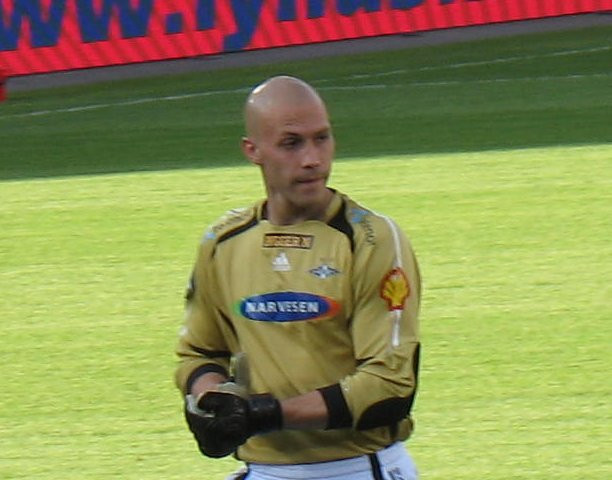
Lars Hirschfeld

Lars Hirschfeld (Edmonton, 17 oktober 1978) is een Canadees voetballer die als doelman speelt bij Vålerenga.
Hirschfeld brak door bij Calgary Storm en stond onder contract bij Tottenham Hotspur, waar hij niet aan spelen toekwam en meerdere keren verhuurd werd. In Noorwegen had hij succes bij Tromsø IL en vooral Rosenborg BK. Na korte perioden in Roemenië en Duitsland speelt Hirschfeld sinds 2010 voor Vålerenga. Sinds 2000 komt hij uit voor het Canadees voetbalelftal.

## Erelijst
Rosenborg BK
- Landskampioen

2006